# Alan Walker (musicologue)
Pour les articles homonymes, voir Alan Walker et Walker.
Alan Walker (né le 6 avril 1930) est un musicologue et compositeur britannique.

## Biographie
Il a étudié le piano avec Alfred Nieman à Londres. Il est producteur à la BBC entre 1961 et 1971, année où il émigre au Canada.
Walker a écrit de nombreux ouvrages sur la vie du compositeur hongrois Franz Liszt. Parmi ces ouvrages, il a notamment rédigé trois tomes, racontant de manière détaillée la vie de Liszt, que Walker a découpé en trois parties.